# Tranvia Terni-Ferentillo
La tranvia Terni-Ferentillo fu un impianto di trasporto che contribuì in maniera determinante allo sviluppo industriale della Valnerina. Promossa dalle industrie della zona per il veloce inoltro dei propri prodotti, la linea fu attiva fra il 1901 (limitatamente al tratto fino a Collestatte, prolungato a Ferentillo nel 1909) ed il 1960, caratterizzando il panorama urbano e suburbano fra Terni e Ferentillo, e svolgendo anche un significativo servizio passeggeri pendolare e turistico, stante la vicinanza con le cascata delle Marmore.

## Storia

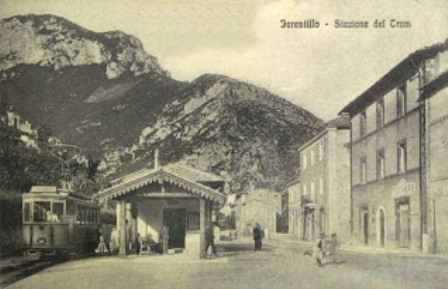
Il capolinea di Ferentillo in una cartolina d'epoca

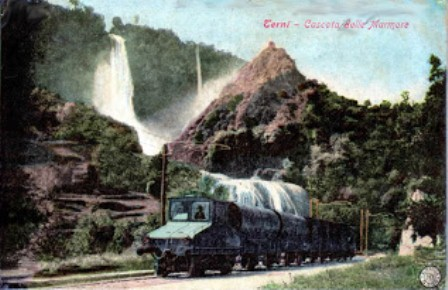
Cartolina promozionale della tranvia, con un treno merci SIET davanti alla cascata delle Marmore

La disponibilità di acqua nella valle del Nera favorì, nella seconda metà dell'Ottocento, il forte sviluppo industriale nella zona e nell'area ternana. Nacquero così diversi opifici sia nel capoluogo che nella provincia; l'esigenza di un collegamento su ferro che consentisse il rapido inoltro delle merci condusse alla progettazione di una tranvia lungo la Valnerina, ritenuta di più agevole ed economica realizzazione rispetto ad una ferrovia.
Si progettò dunque la posa in opera di un binario lungo l'attuale SS 209, da Terni a Collestatte e da qui fino a Ferentillo. L'opera era promossa dalla Società Imprese Elettriche in Italia e dalla Società per Carburo di Calcio, quest'ultima con sede proprio a Collestatte. Per la costruzione e l'esercizio della linea le due aziende fondarono nel 1899 una società di scopo, la Società per le Tranvie Elettriche di Terni (STET) a guida della quale fu posto il direttore dello stabilimento di Collestatte, l'ingegner Bartoli.
Nel 1900 fu sottoscritta una convenzione della durata di 60 anni fra la STET e la Provincia, che consentì l'avvio dei lavori di realizzazione dell'impianto. Il 14 dicembre 1901 furono inaugurati gli impianti ed avviato il servizio urbano di Terni e quello extraurbano fino a Collestatte, per un'estensione totale di 8,735 km.

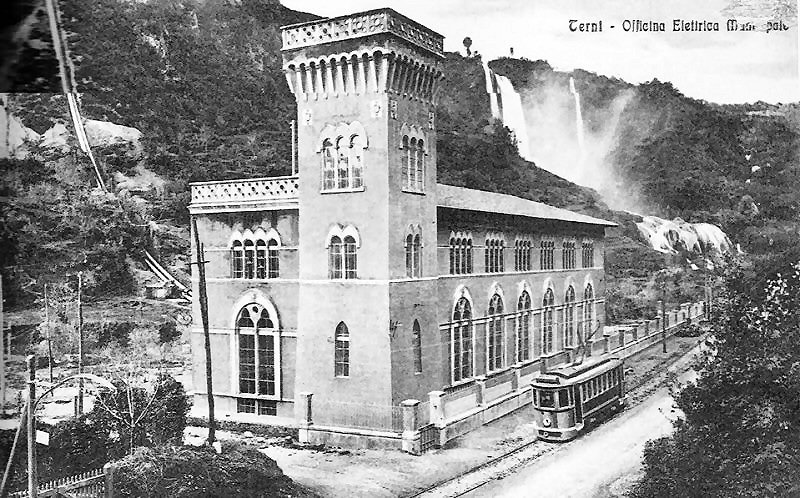
La tranvia a Terni

Negli anni successivi la fermata di Papigno venne ampliata realizzando una vera e propria stazione, dotata di un fabbricato viaggiatori tuttora esistente in corrispondenza del ponte sul Nera, a servizio del nuovo stabilimento elettrochimico nel frattempo sorto in tale località.
L'apertura all'esercizio della tratta finale di 9,75 km, fra Collestatte e Ferentillo, di minor importanza dal punto di vista dell'esercente ma fortemente voluta dagli enti locali, avvenne il 5 settembre 1909.
La crisi economica degli anni Venti comportò per la società Carburo una forte perdita di competitività, che condusse nel 1922 alla sua cessione alla società di gestione delle acciaierie che da SAFFAT mutò il nome in Terni Società per l'Industria e l'Elettricità (usualmente chiamata Terni); si deve a tale periodo la costruzione del raccordo fra il tratto extraurbano della tranvia e la stazione ferroviaria attraverso il preesistente raccordo ferroviario, che consentì di eliminare il gravoso transito dei carri in ambito urbano.
La storia della tranvia continuò ad essere legata a quella dello sviluppo industriale della Valnerina, che vide dapprima la chiusura dell'impianto Carburo di Collestatte e la successiva apertura di uno stabilimento della Società Umbra Prodotti Chimici, in seguito assorbita dalla SNIA-Viscosa. Ormai consolidata nella sua vocazione prevalentemente industriale, la STET soppresse il servizio urbano nel 1933.
La seconda guerra mondiale comportò pensanti bombardamenti sull'intero comprensorio, considerato il suo ruolo di primo piano nell'industria nazionale, ma lasciò la tranvia tutto sommato indenne. Le condizioni economiche erano però mutate, e i bilanci dell'azienda esercente furono negativamente influenzati dalla crescente concorrenza stradale da un lato e dall'altro dai pesanti oneri di esercizio indotti dalla presenza di personale che arrivava a contare 9 agenti per chilometro. La scadenza della concessione, prevista nel 1960, nonché la crisi del mercato del carburo e dei suoi derivati indussero la STET a non effettuare gli ipotizzati investimenti per il rinnovo; una commissione provinciale all'uopo costituita valutò non sostenibile il mantenimento successivo della tranvia anche in virtù del crescente spopolamento della Valnerina.
La tranvia fu pertanto soppressa all'indomani della scadenza della concessione, il 5 maggio 1960.

## Caratteristiche
L'impianto possedeva nella sua tratta urbana caratteristiche prettamente tranviarie, a partire dalla tensione di alimentazione di 600 V in corrente continua, ed era dotato dello scartamento ordinario di 1445 mm. L'adozione di quest'ultimo consentì l'inoltro dei carri ferroviari lungo la linea con veri e propri treni, conferendo alla tratta suburbana caratteristiche di vera e propria ferrovia.

### Percorso
| Unknown route-map component "uexKBHFa" |

| Unknown route-map component "uexHST" |

| Unknown route-map component "uexBHF" |

| Unknown route-map component "uexHST" |

| Unknown route-map component "uexHST" |

| Unknown route-map component "uexBHF" |

| Unknown route-map component "uexHST" |

|  |  | Unknown route-map component "uexBHF" | Unknown route-map component "uexKDSTa" |  |

|  |  | Unknown route-map component "uexABZg+l" | Unknown route-map component "uexSTRr" |  |

|  |  | Unknown route-map component "uexABZg+l" | Unknown route-map component "uexKDSTeq" |  |

| Unknown route-map component "uexBHF" |

| Unknown route-map component "uexHST" |

|  | Unknown route-map component "uexKDSTaq" | Unknown route-map component "uexABZgr" |  |  |

| Unknown route-map component "uexHST" |

|  | Unknown route-map component "uexKDSTa" | Unknown route-map component "uexBHF" |  |  |

|  | Unused straight waterway | Unknown route-map component "uexABZg+l" | Unknown route-map component "uexKDSTeq" |  |

|  | Unknown route-map component "uexABZg+l" | Unknown route-map component "uexABZgr" |  |  |

|  | Unused straight waterway | Unknown route-map component "uexBHF" |  |  |

|  | Unused straight waterway | Unknown route-map component "uexABZg+l" | Unused transverse waterway | Unknown route-map component "uexKBHFeq" |

|  | Unused straight waterway | Unknown route-map component "uexBHF" |  |  |

|  | Unused straight waterway | Unknown route-map component "uexBHF" |  |  |

| Unknown route-map component "CONTgq" | Unknown route-map component "emABZql" | Unknown route-map component "emABZqr" | Station on transverse track | Unknown route-map component "CONTfq" |

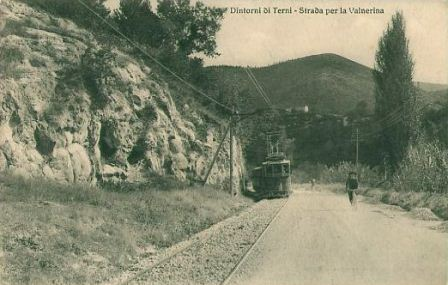
Strada per la Valnerina con il binario tranviario (cartolina d'epoca)

La linea originava presso la cosiddetta barriera Valnerina, il varco doganale che si trovava nell'attuale piazza Bruno Buozzi, per imboccare la provinciale verso Collestatte e Ferentillo. Una seconda linea, dalle caratteristiche di servizio esclusivamente urbano ed armata con rotaie Phoenix, era gestita dalla SIET e aveva quale capolinea la stazione di Terni; da qui il binario proseguiva lungo viale Tacito per raggiungere piazza Vittorio Emanuele, oggi piazza della Repubblica.
Il binario lungo la Valnerina era armato con rotaie Vignoles da 27 kg/m poggiate su traverse in legno, con pendenze che non raggiungevano l'8 per mille e curve relativamente ampie (raggio minimo 75 m) così da consentire la circolazione di carri merci ferroviari.
All'uscita dal capolinea della barriera Valnerina, la linea seguiva il tracciato di via Brin; all'altezza del civico 8 esiste tuttora uno spezzone di binario, conservato a guisa di ricordo della tranvia. Superate le acciaierie di Terni, raccordate allo scalo ferroviario tramite un'apposita diramazione della tranvia, ed oltrepassato sulla sinistra il deposito officina sociale, la linea si snodava lungo l'allora strada provinciale attraversando Cervara, ov'era presente una sottostazione elettrica di alimentazione e che era servita dall'omonima fermata, raggiungendo Papigno servita anch'essa sia da una seconda fermata che da una vera e propria stazione tranviaria, realizzata posteriormente. In tale località erano presenti due raccordi con gli impianti che costituivano la centrale elettrica della società Carburo, tuttora esistente e di proprietà della società E.ON.
Iniziava dunque un tratto caratteristico e panoramico dal quale era possibile ammirare la cascata delle Marmore; il punto più prossimo alle stesse è oggi evitato tramite un attraversamento in galleria della strada statale 209. Al termine di tale sezione si trovava la stazione di Collestatte, primitivo capolinea dell'impianto, raccordata allo stabilimento di Carburo ivi presente. Nella medesima località sorgeva anche la seconda sottostazione elettrica.
Lungo la tratta aperta nel 1909, oltre ad un'ulteriore fermata tranviaria a servizio dell'abitato di Collestatte, erano presenti le stazioni di Torre Orsina e Arrone, quest'ultima dotata di fabbricato viaggiatori (ancora oggi esistente) e binario di scalo, nonché le fermate intermedie di Rossi, Castel di Lago e Mola Moretti. Presso il capolinea di Ferentillo, anch'esso dotato di fabbricato viaggiatori, era presente una piccola rimessa per le elettromotrici.
Fra gli stabilimenti di Terni raccordati lungo la tratta in sede propria di collegamento con la stazione di Terni si ricordano anche le Officine Bosco, il Lanificio Italiano, la vicina fabbrica d'armi e lo Jutificio Centurini.

## Materiale rotabile
Per il servizio passeggeri lungo la linea, la STET si dotò inizialmente di un parco costituito da 6 elettromotrici tranviarie di costruzione Siemens e 4 rimorchiate.
In occasione del prolungamento fino a Ferentillo furono acquistate ulteriori 4 coppie di elettromotrice+rimorchiata, di produzione Thomson-Houston. Altre due elettromotrici si aggiunsero al parco nel dopoguerra; provenienti dalla cessata tranvia litoranea di Viareggio, le stesse furono ricostruite secondo un progetto poi esteso ad altri rotabili del parco, per un totale di 6 motrici e 8 rimorchiate, che si caratterizzava per la presenza di testate di foggia più moderna.
La trazione dei treni merci era garantita da 4 locomotive tranviarie a 2 assi a cabina centrale. In seguito il parco sarà ampliato con ulteriori unità, in vista del carico di lavoro necessario lungo il raccordo industriale di Terni; in particolare, nel 1925 vennero acquistate due locomotive Tibb a carrelli da 256 kW.
Nel 1931 furono acquisite dalla STET due locomotive dotate di marcia autonoma ausiliaria ad accumulatori per il servizio sui binari FS fino alle stazioni di Nera e Morgnano, lungo la ferrovia Roma-Ancona.
Nel periodo immediatamente successivo alla seconda guerra mondiale, lungo il raccordo industriale furono impiegate alcune locomotive a vapore provenienti dalla ferrovia L'Aquila-Capitignano; successivamente fu acquisita dalla Società Veneta una serie di locomotive del gruppo E.400, realizzata da Carminati & Toselli con equipaggiamento elettrico CGE per la Società delle Guidovie Centrali Venete, che eserciva per conto della Società Veneta le linee per Bagnoli di Sopra, Piove di Sacco, Fusina e Mestre; ad una di tali unità, alimentate alla tensione mista di 600 V a corrente continua e 6600 V a corrente alternata 25 Hz, fu assegnato il numero sociale 29; quest'ultima fu in seguito ceduta alle acciaierie di Terni; nel 2007 la stessa venne restaurata a scopi museali presso il deposito di Terni della Ferrovia Centrale Umbra.
Completavano la dotazione del parco una ventina di carri merci di vario tipo.
Il materiale rotabile adottò, nel corso degli anni, diverse livree aziendali: dal grigio adottato nel 1912 si passò nel classico schema a due toni di verde imposto negli anni trenta, per terminare con un elegante e caratteristico schema in bianco-azzurro per i veicoli passeggeri e tutto azzurro per le locomotive.

### Materiale motore - prospetto di sintesi
| Unità        | Anno di acquisizione | Costruttore             | Tipo                            | Note                                                                    |
| ------------ | -------------------- | ----------------------- | ------------------------------- | ----------------------------------------------------------------------- |
| 10÷16        | 1901                 | Siemens                 | Elettromotrici                  |                                                                         |
| ?÷? (tot. 4) | 1901                 |                         | Rimorchiate                     |                                                                         |
| 71÷74        | 1907                 | Thomson-Houston         | Elettromotrici                  |                                                                         |
| 51÷54        | 1907                 | Thomson-Houston         | Rimorchiate                     |                                                                         |
| 75÷76        | 1945                 |                         | Elettromotrici                  | Ex SELT (tranvia litoranea di Viareggio)                                |
| 21÷22        | 1901                 | Siemens                 | Locomotive a 2 assi             |                                                                         |
| 23÷24        | 1901                 | Siemens                 | Locomotive a 2 assi             |                                                                         |
| 25÷26        |                      | Siemens                 | Locomotive a 2 assi             |                                                                         |
| 27÷28        | 1925                 | Tibb                    | Locomotive a carrelli da 256 kW |                                                                         |
| 29           | 1945                 |                         | Locomotiva a carrelli da 308 kW | Ex Autovie Centrali Venete (gruppo Società Veneta), restaurata nel 2007 |
| 30÷31        | 1931                 | Carminati & Toselli/CGE | Locomotive a carrelli           | Dotate di marcia autonoma a batteria                                    |

## Galleria d'immagini

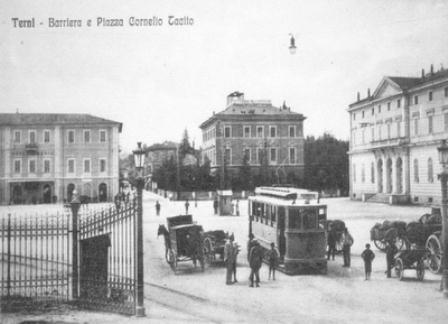
Capolinea alla barriera Tacito (cartolina d'epoca)
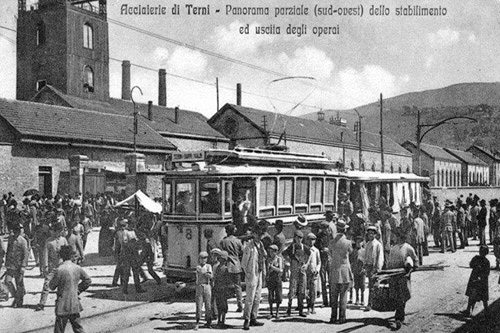
Convoglio in sosta davanti alle acciaierie (cartolina d'epoca)
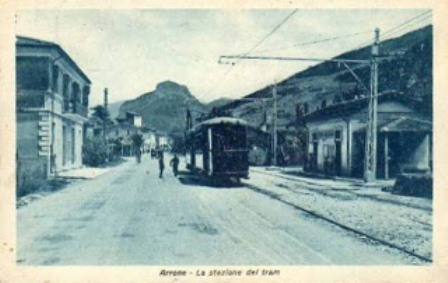
Stazione tranviaria ad Arrone (cartolina d'epoca)